# Guntram Giàu có
Guntram Giàu có (tiếng Latinh: Guntramnus Dives, tiếng Đức: Guntram der Reiche, tiếng Pháp: Gontran le Riche; c. 920 – 26 tháng 3 năm 973) là một bá tước  ở Breisgau, thành viên của gia đình quý tộc Etichonid, và có thể là tổ tiên của Vương tộc Habsburg. Vì theo các tài liệu còn sót lại thì Guntram chính là cha của Bá tước Lanzelin xứ Klettgau, và Lanzelin đã sinh ra Radbot xứ Klettgau, chính Radbot đã cho xây dựng Lâu đài Habsburg, các hậu duệ sau đó đã lấy tên lâu đài để làm họ và tên gọi triều đại.